# Fournirue
Fournirue est une rue du centre-ville de Metz en Lorraine. Comme d'autres odonymes de l'est de la France, « Fournirue » s'emploie avec la préposition « en » : par exemple, « la maison des Têtes de Metz est située en Fournirue ».

## Situation et accès
Son extrémité ouest se situe à la place d'Armes, et elle se termine à l'est à l'angle de la rue Haute-Seille et de la rue des Tanneurs.

## Origine du nom
Fournirue vient de Fourni-Rue, une toponymie qui semble être un reliquat médiéval généralisé en Allemagne. Son nom vient des fours des artisans qui étaient nombreux à cette époque dans cette rue.

## Historique
La place correspond au Decumanus Maximus, axe est-ouest structurant la ville romaine de Metz. Avant que le chemin de fer en 1850 se réalise, elle était l'une des principales rues commerçantes de la ville. La rue est longue d’environ 300 mètres.

## Bâtiments remarquables et lieux de mémoire
On y trouve la maison des Têtes de Metz, et elle comporte plusieurs maisons classées parmi les monuments historiques, au no 36 et au no 60.

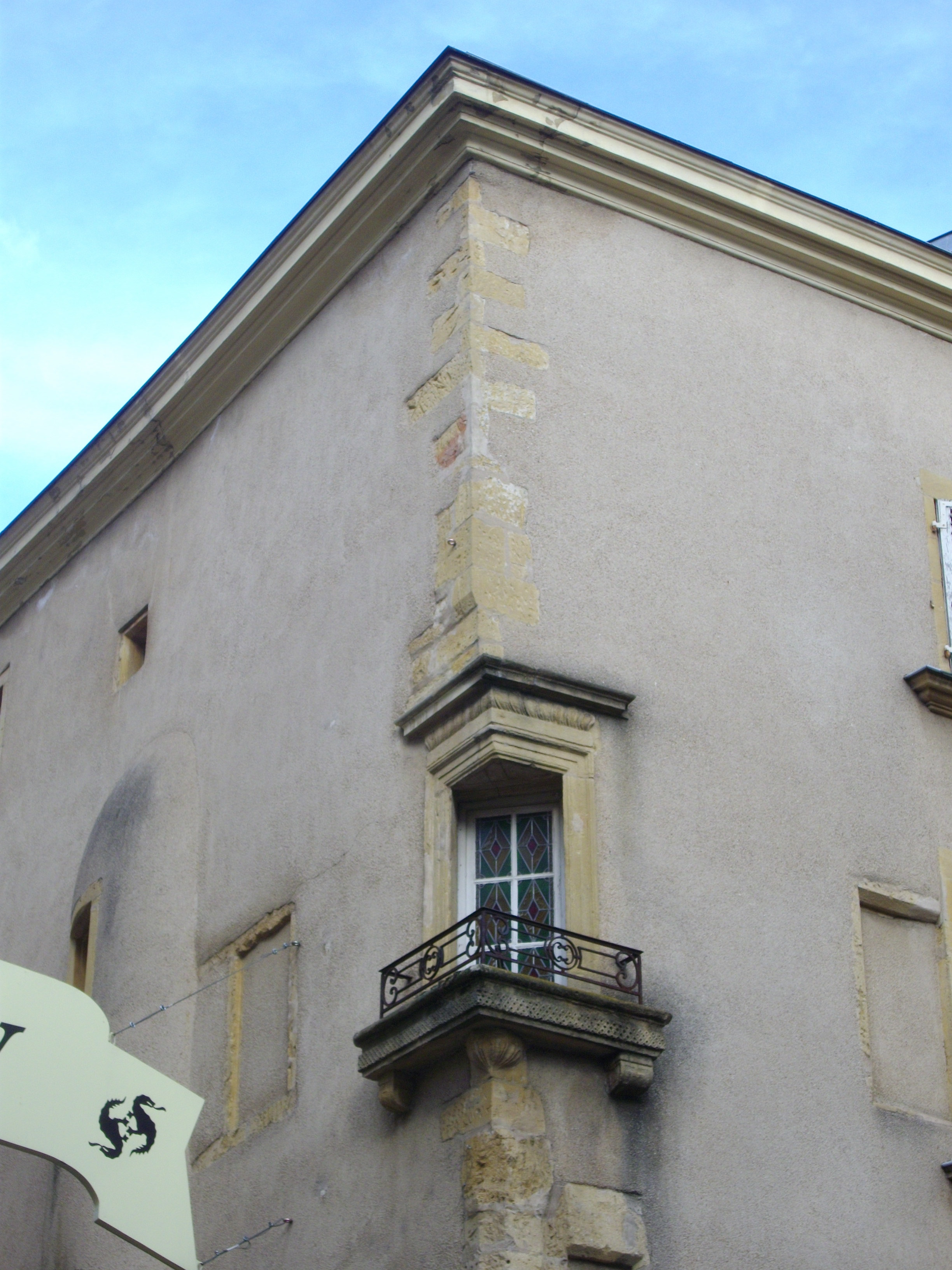
36, en Fournirue.
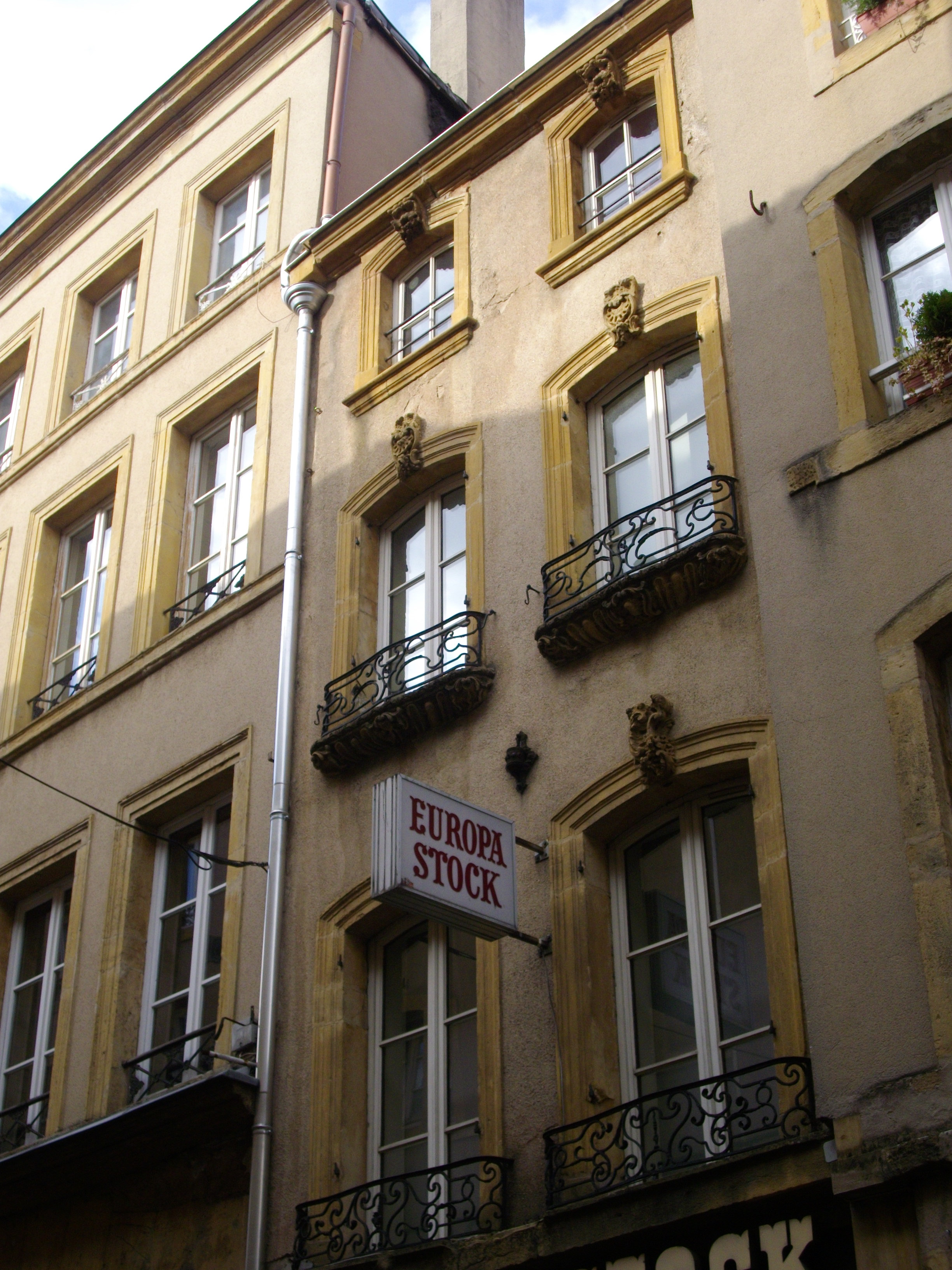
60, en Fournirue.